# كلوديا فييرا
كلوديا فييرا (بالبرتغالية: Cláudia Vieira‏) هي عارضة ومقدمة تلفزيونية وممثلة برتغالية، ولدت في 20 يونيو 1979 في لشبونة في البرتغال.

## وصلات خارجية
- كلوديا فييرا على موقع IMDb (الإنجليزية)
- كلوديا فييرا على موقع قاعدة بيانات الفيلم (الإنجليزية)
- كلوديا فييرا على موقع دليل عارضات الأزياء (الإنجليزية)